# Diphysa macrophylla
Diphysa macrophylla är en ärtväxtart som beskrevs av Cyrus Longworth Lundell. Diphysa macrophylla ingår i släktet Diphysa och familjen ärtväxter. Inga underarter finns listade i Catalogue of Life.